# George Wildman Ball
George Wildman Ball (Des Moines, Iowa, 21 de dezembro de 1909 – Nova Iorque, 26 de maio de 1994) foi um diplomata e banqueiro americano. Ele serviu como vice-chefe do Departamento de Estado dos Estados Unidos de 1961 até 1966. Ele ficou conhecido como uma das principais vozes de oposição a Guerra do Vietnã dentro do governo do presidente Lyndon Johnson. Ele manteve suas críticas a política externa americana para o sudeste da Ásia fora da mídia, mas batia boca com outros membros da administração Johnson. Ele também trabalhou para expandir acordos de comércio, questões da Guerra Fria, políticas com aliados, como a França de Charles de Gaulle, Israel e o Oriente Médio.

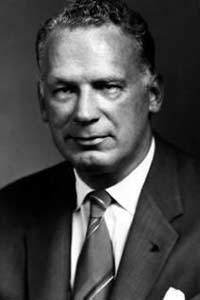
George Ball

Deixou o governo Johnson em 1966 desiludido sobre a questão do Vietnã e serviu como embaixador do país para as Nações Unidas entre junho e setembro de 1968. Faleceu em 1994, em Nova Iorque, e foi enterrado no Cemitério de Princeton.